# Barbara Bachmann
Barbara J. Bachmann va ser una professora de la Universitat de Berkeley, la Universitat de Nova York i la Universitat Yale, i és coneguda per haver estat directora del centre d'estudis genètics de l'E. coli, així com editora del mapa genètic de l'E. coli.
Es va graduar a la Universitat de Baker el 1945, va fer el seu màster a la Universitat de Kentucky el 1947 i va obtenir el seu doctorat a la Universitat Stanford el 1954.
El centre d'estudis genètics d' E. coli va ser iniciat per Edward Adelberg a la Universitat Yale el 1971. Barbara Bachmann fou contractada al principi com a comissària i més tard esdevingué directora del centre fins a la seva jubilació el 1995. Va tenir un paper clau en diverses de les tasques del centre, com l'estandardització del mapa genètic d'E. coli K-12, creant un sistema comú per a tots els investigadors del K-12. Va publicar 8 edicions del mapa d'unió d'E. coli. Una de les seves publicacions del mapa d'enllaç d' E. coli del 1983 i fins al 1991 es va convertir en un dels articles més citats en tots els anys de la biologia.
Va ser guardonada amb el Premi J. Roger Porter l'any 1986 pel seu treball de comissariat del centre d'estoc genètic d' E. coli.